# Блу-Эрт (округ)
Блу-Эрт (англ. Blue Earth County) — округ в штате Миннесота, США. Административный центр — Манкейто. По данным переписи за 2020 год число жителей округа составляло 69 112 человек.

## География
Блу-Эрт находится на юге Миннесоты, на западной границе земель известных под названием «Большие леса». Площадь округа — 1984 км², из которых 1937 км² — суша, а 47 км² — вода.

### Транспорт
Через округ проходят:
- US 14 (англ. US Highway 14).
- US 169 (англ. US Highway 169).
- Дорога 22 штата Миннесота[англ.].
- Дорога 30 штата Миннесота[англ.].
- Дорога 60 штата Миннесота[англ.].
- Дорога 66 штата Миннесота[англ.].
- Дорога 68 штата Миннесота[англ.].
- Дорога 83 штата Миннесота[англ.].

## История

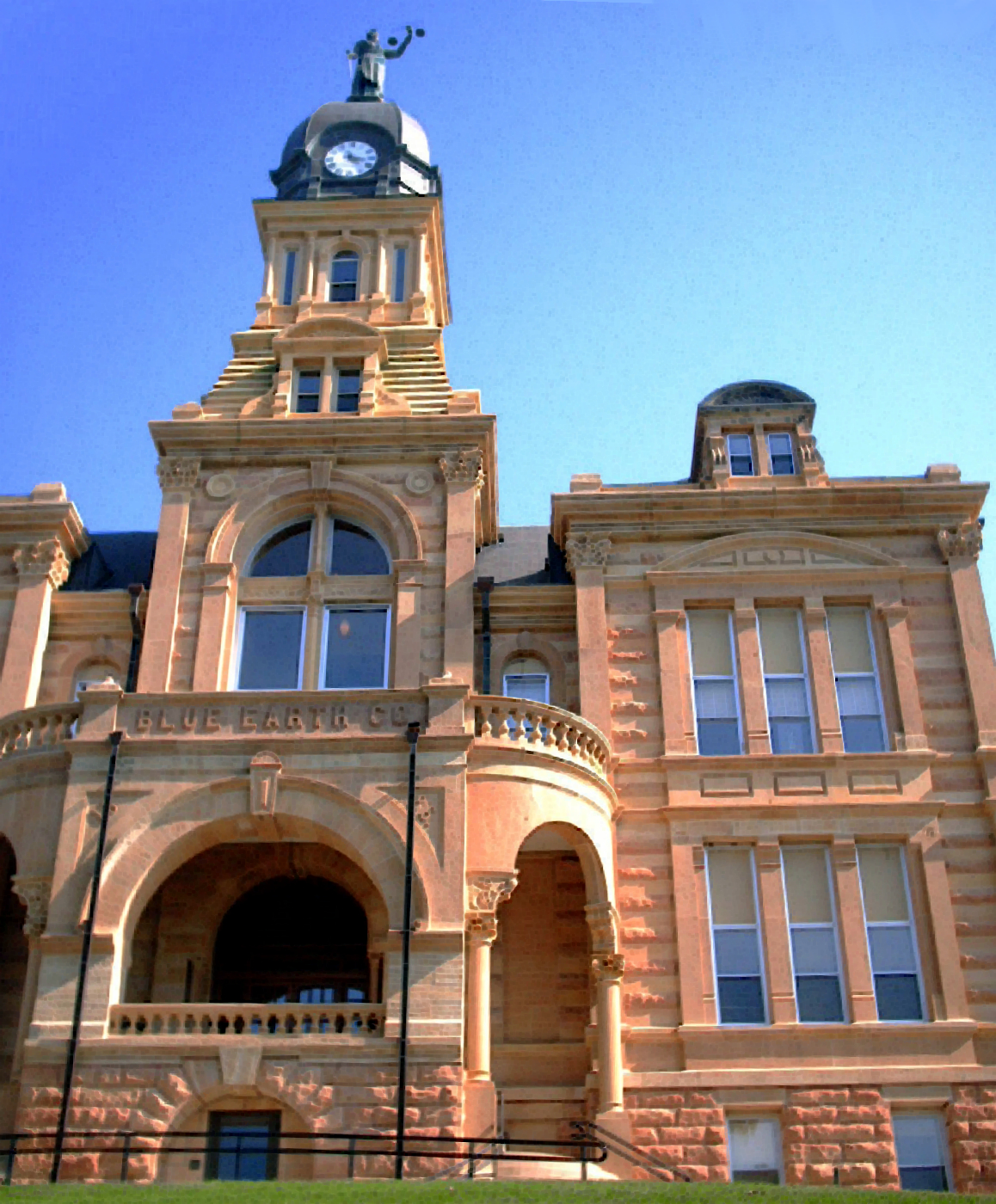
Здание окружного суда

В 1683 году Пьер Ле-Сер, французский исследователь, прибыл на слияние рек Миннесота и Блу-Эрт, в берегах которой присутствовала земля сине-зелёного цвета из-за меди. Ле-Сер взял сине-зелёную землю на пробу и обнаружил медь. В 1700 году он основал форт Ле-Уийер и начал добычу меди. В 1702 году форт обезлюдел из-за невозможности торговли с Францией на тот момент. Территория была под номинальным контролем французов до 1803 года, когда была официально куплена США. В 1838 году была зафиксирована первая подробная карта. В 1852 году первые английские поселенцы основали Манкейто. Округ был создан в 1853 году.
Он был назван по реке Блу-Эрт. В 1868 году в округ была проведена железная дорога. В Манкейто находится Университет штата Миннесоты.

## Население
| Год переписи | Нас.  |  | %±     |
| ------------ | ----- |  | ------ |
| 1860         | 4803  |  | —      |
| 1870         | 17302 |  | 260,2% |
| 1880         | 22889 |  | 32,3%  |
| 1890         | 29337 |  | 28,2%  |
| 1900         | 32263 |  | 10%    |
| 1910         | 29337 |  | −9,1%  |
| 1920         | 31477 |  | 7,3%   |
| 1930         | 33847 |  | 7,5%   |
| 1940         | 38327 |  | 13,2%  |
| 1950         | 38327 |  | —      |
| 1960         | 44385 |  | 15,8%  |
| 1970         | 52322 |  | 17,9%  |
| 1980         | 52314 |  | 0%     |
| 1990         | 54941 |  | 5%     |
| 2000         | 55941 |  | 1,8%   |
| 2010         | 64013 |  | 14,4%  |
| 2020         | 69112 |  | 8%     |

В 2020 году на территории округа проживало 69 112 человек (из них 50,3 % мужчин и 49,7 % женщин), насчитывалось 26 390 домашних хозяйства и 14 021 семья. Расовый состав: белые — 82,8 %, афроамериканцы — 5,6 %, коренные американцы — 0,3 %, азиаты — 2,7 % и представители двух и более рас — 4 %. Согласно переписи 2016 года 48,3 % жителей имели немецкое происхождение, 15,4 % — норвежское, 3,0 % — польское, 9,5 % — ирландское, 4,8 % — английское, 5,4 % — шведское.
Население округа по возрастному диапазону по данным переписи 2010 года распределилось следующим образом: 19,3 % — жители младше 18 лет, 10,5 % — между 18 и 21 годами, 58,4 % — от 21 до 65 лет, и 11,8 % — в возрасте 65 лет и старше. Средний возраст населения — 29,8 лет. На каждые 100 женщин в Блу-Эрте приходилось 101,3 мужчин, при этом на 100 совершеннолетних женщин приходилось уже 100,5 мужчин сопоставимого возраста.
Из 24 445 домашних хозяйств 57,4 % представляли собой семьи: 45,2 % совместно проживающих супружеских пар (17,8 % с детьми младше 18 лет); 8,2 % — женщины, проживающие без мужей и 4,0 % — мужчины, проживающие без жён. 42,6 % не имели семьи. В среднем домашнее хозяйство ведут 2,43 человека, а средний размер семьи — 2,94 человека. В одиночестве проживали 27,5 % населения, 9,2 % составляли одинокие пожилые люди (старше 65 лет).

## Экономика
В 2016 году из 54 014 трудоспособных жителей старше 16 лет имели работу 36 614 человек. При этом мужчины имели медианный доход в 46 105 долларов США в год против 36 737 долларов среднегодового дохода у женщин. В 2014 году медианный доход на семью оценивался в 74 537 $, на домашнее хозяйство — в 52 119 $. Доход на душу населения — 27 324 $. 7,3 % от всего числа семей в Блу-Эрте и 18,3 % от всей численности населения находилось на момент переписи за чертой бедности.